# أليسيو لوكاتيللي
أليسيو لوكاتيللي (بالإيطالية: Alessio Locatelli)‏ هو لاعب كرة قدم إيطالي في مركز حراسة المرمى، ولد في 17 مارس 1978 في ميلانو في إيطاليا. لعب مع نادي برو فيرتشيلي ونادي بوتيف بلوفديف ونادي سبيزيا.